# Moulay Abdelkrim
Moulay Abdelkrim (àrab مولاي عبدالكريم) és una comuna rural de la província de Taounate de la regió de Fes-Meknès. Segons el cens de 2014 tenia una població total de 7.392 persones.